# Tunapuy (Venezuela)
Pour les articles homonymes, voir Tunapuy.
Tunapuy est le chef-lieu de la municipalité de Libertador dans l'État de Sucre au Venezuela.